# Jean Anouilh
Jean Anouilh (Burdeos, 23 de junio de 1910-Lausana, 3 de octubre de 1987) fue un escritor francés, autor de numerosas obras de teatro, siendo la más célebre Antígona. En 1980 fue el primer ganador del Gran premio del teatro de la Academia francesa, que se concede para distinguir la carrera dramática de un autor.

## Biografía
Hijo de padres vasco-franceses residentes en París, su padre era sastre y su madre, profesora de piano. En su adolescencia estudió Derecho y trabajó en una agencia de publicidad. A los 18 años, decidió consagrar su vida al teatro y se convirtió en el secretario de Louis Jouvet.
En 1929 escribió su primera obra, Humulos el tonto, una farsa. Tras pasar dos años como secretario del actor Louis Jouvet, gran amigo de Jean Giraudoux, se decidió en 1932 a escribir su primera «obra verdadera», Hermine. Su primer gran éxito lo conoció en 1937 con El viajero sin equipaje.
Durante la ocupación alemana continuó escribiendo. No colaboró con los alemanes, pero tampoco formó parte de la Resistencia, lo cual le será reprochado tras el fin de la Segunda Guerra Mundial. Su obra más célebre, Antígona, adaptación moderna de la obra de Sófocles, fue escrita en 1942 y representada por primera vez en 1944. 
Tras la liberación, se empeñó en vano en salvar al escritor Robert Brasillach de la pena de muerte por colaboracionismo. Como consecuencia de eso, adquirió un carácter misántropo. En el período de postguerra, siguió escribiendo regularmente. En 1947 escribió La invitación al castillo, una de sus primeras «obras brillantes». El siguiente año, Ardele o la Margarita reveló una nueva faceta en su estilo. En 1953, el éxito de L'alouette compitió con el de Antigona. 
Tras un periodo de descanso, tres nuevas obras fueron publicadas en 1959: Hurluberlu o el reaccionario enamorado, La pequeña Molière y Becket o el honor de Dios, que obtuvo un éxito inmediato y fue llevada al cine. 
Tras el fracaso de La cueva en 1961, se dedicó a la puesta en escena. Su ritmo de producción se redujo, publicando solo tres obras hasta 1968; sin embargo, en 1969 escribió una de sus obras principales, Querido Antoine. 
En la década de 1970 dio varias piezas más, por algunas de las cuales recibirá el calificativo de autor de teatro «de distracción».

## Dramaturgia

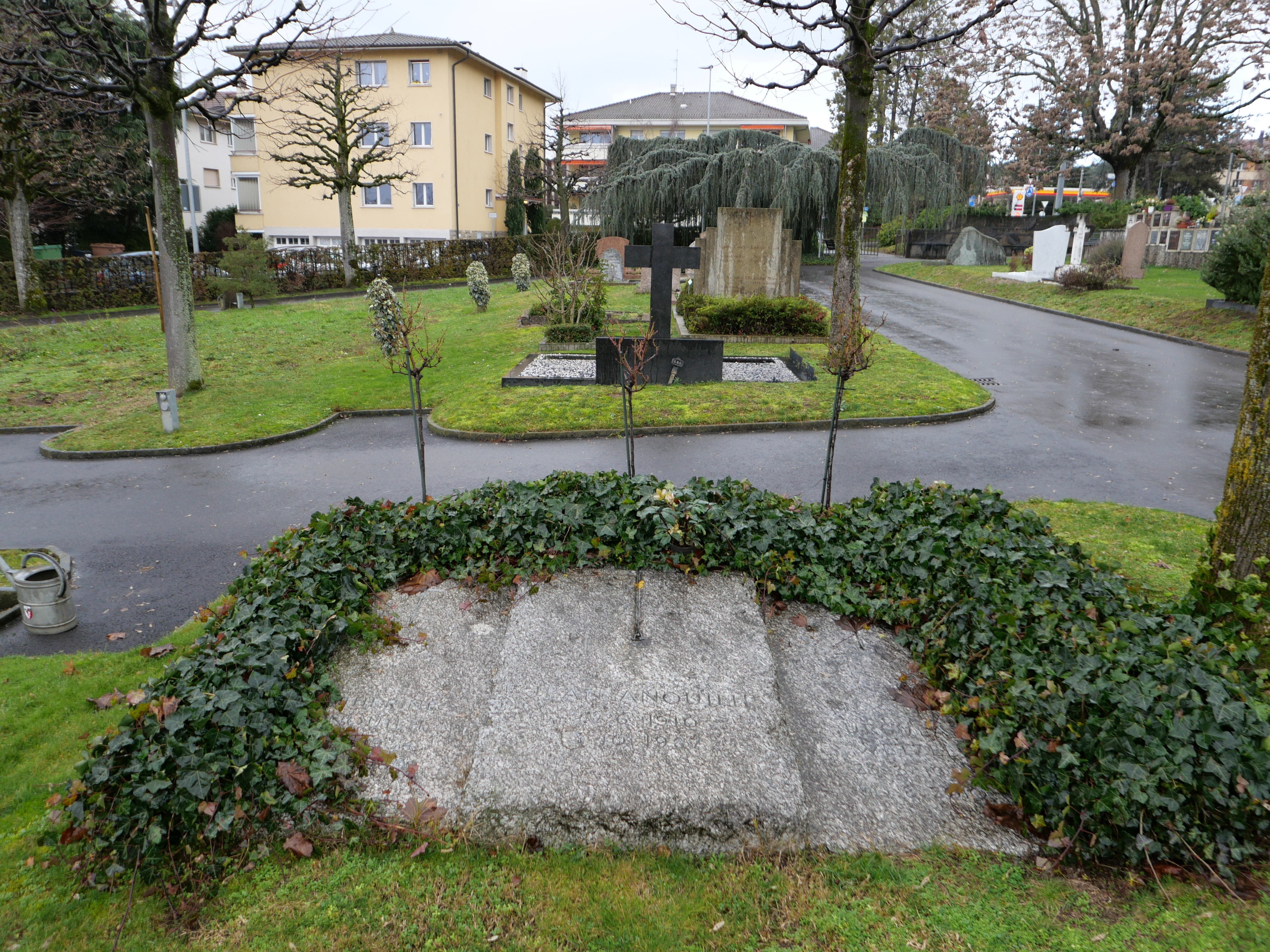
la tumba de Anouilh (1910-1987), su hija mayor Catherine (1934-1989) y su última compañera, Ursula Wetzel (1938-2010) en el cementerio de Pully en el cantón de Vaud en Suiza.

En general, su obra está impregnada de un gran pesimismo; aprendió de Jean Giraudoux a mezclar la poesía con la observación moral, y el tema en que insiste su teatro es la oposición irreductible entre un ser que representa la pureza, o más bien la aspiración a la pureza, o la juventud intransigente, arisca e intacta pese a sus lacras, y la sociedad hipócrita y corrompida que acepta las componendas más degradantes, cuando no es ella misma la que las impone, ya que es el medio social el que quiere envilecer. La consecuencia es la derrota de la pureza por su misma inflexibilidad desapareciendo en la vida o en la muerte. No suele ocurrir que sea la sociedad quien se conjure contra el héroe (salvo en La répétition), sino que generalmente es él el que se rebela contra las hipocresías y la mediocridad vislumbrada de la vida social, como en Antígona. Este tema único se plasma con una poesía y una flexibilidad formal notables, unas veces de forma más optimista y otras más sombría, de forma que no hay dos piezas que se parezcan; en ocasiones recurre al musical y a la obra rimada. En L'invitation au château ataca el poder del dinero; en Ardèle, la ignomina del deseo; La répétition ataca la cruel duplicidad de la gente mundana; Colombe se planta contra la influencia corruptora y la amoralidad general.

## Obras
- L'Hermine (1932)
- Mandarine (1933)
- Y avait un prisonnier (1935)
- Le voyageur sans bagage (1937)
- La sauvage (1938)
- Le bal des voleurs (1938)
- Léocadia (1940)
- Eurydice (1941)
- Le Rendez-vous de Senlis (1941)
- Antígona (1942)
- Romeo y Jeannette (1946)
- Medea (1946)
- L'invitation au château (1947)
- Monsieur Vincent, película realizada en 1947
- Ardèle ou la Marguerite (1948)
- La répétition ou l'amour puni (1950)
- Paloma (1951)
- La valse des toréadors (1952)
- L'alouette (1952)
- Ornifle ou le courant d'air (19
- Becket ou l'honneur de Dieu (1959)
- L'hurluberlu ou le réactionnaire amoureux (1959)
- La petite Molière (1959)
- La Grotte (1961)
- Le boulanger, la boulangère et le petit mitron (1968)
- Cher Antoine ou l'Amour raté (1969)
- Ne réveillez pas Madame (1970)
- Les Poissons rouges ou Mon père ce héros (1970)
- Le Directeur de l'Opéra (1972)
- Tu étais si gentil quand tu étais petit (1972)
- Le scénario (1976)
- Chers zoizeaux (1976)
- La Culotte (1978)
- Le Nombril (1981)